# 사목구
사목구(司牧區, 라틴어: paroecia), 또는 전도구(傳道區)나 구역(區域, 영어: parish)은 역사적으로 기독교와 유럽 국가에서 지역 교회의 경계를 나누는 단위이다. 개신교에서는 교구와 혼동되는 경우도 종종 있다.

## 기독교에서의 쓰임

### 가톨릭
로마 가톨릭 교회의 경우 사목구는 중심 성당 건물과 한 곳 이상의 사제 출장 성당이나 공소, 기타 소유지도 포함하는 지역, 지방에 있는 교회 공동체 또는 사유지에 적용되며 본당구로도 불린다. 사목구에 배정받은 사제는 해당 사목구 안에서만 사목을 수행할 수 있다. 사목구는 경계조정으로 분가되거나 바뀔 수 있다.

### 성공회
성공회 또한 전도구를 두어 운영하고 있다. 그러나 잉글랜드 성공회를 중심으로 기존 전도구 중심의 사목과 대치되는 비지역 기반의 교회운동인 새로운 교회 표현(영어)을 인정하고 있다.

### 감리회
감리회는 “새계가 나의 전도구(교구)다!”라는 요한 웨슬리의 발언에 따라 구역에 대해 큰 의미를 두지 않지만 행정적 도구로서 구역을 활용하고 있다. 기독교대한감리회는 지방회 아래에 구역을 두고 있다. 보통 한 구역에 한 교회가 배속되지만, 미자립교회의 경우 예외적으로 여러 개의 교회가 소속되는 경우가 있다. 

## 같이 보기
- 사목구 성당
- 교구
- 사목 / 목회
- 시민 구역